# Первая холерная пандемия
Первая холерная пандемия (также I пандемия 1817—1824 годов; англ. first cholera pandemic (1817–24), first Asiatic cholera pandemic, Asiatic cholera) — взрывное распространение холеры на значительные территории в 1817—1824 годы. Началась вблизи Калькутты и распространилось по всей Юго-Восточной Азии на Ближний Восток, Восточную Африку и средиземноморское побережье Европы. Сотни тысяч людей (возможно, миллионы) погибли в результате этой пандемии, в том числе много британских солдат, что и привлекло тогда внимание Европы.
С XIX века распространение холеры, которая до этого была распространена практически только в Индии, внезапно и трагично для человечества приобрела характер пандемий, учёт которых ведут с 1817 года. Задокументировано семь таких пандемий. Как бы ни толковали это взрывным ростом международной торговли, численностью колониальных войн, значительной миграцией людей, все равно это удовлетворительно не может объяснить такого взрыва активности холеры.
Сначала холера вызвала эпидемию в 1817 году в самой Индии. Командующий английских колониальных вооруженных сил в этой стране генерал Гастингс написал в своем дневнике:

13 ноября 1817 года. Страшная эпидемия, которая произвела столько опустошения в Калькутте и южных провинциях, появилась в лагере. Это вид холеры. Она постепенно поднялась по Гангу … существует мнение, что вода прудов, а других у нас нет, вредна и усиливает болезнь; поэтому я завтра выступаю, чтобы достичь реки Пахудж, хотя мне приходится нести 1 000 больных. Поход был ужасен вследствие огромного количества несчастных, падавших от внезапного нападения этой страшной болезни, и вследствие огромного количества трупов тех, кто погиб на телегах и должны быть сняты, чтобы очистить места для больных, которых ещё мог спасти уход, 800 умерли со вчерашнего дня.

Считается, что передвижение британской армии и военно-морского флота способствовало распространению пандемии. Индуистские паломники распространили холеру внутри Индии, как это происходило много раз до того, тогда как британские войска совершили это по суше в Непал и Афганистан. Военно-морской флот и торговые суда перевозили больных и носителей к берегам Индийского океана, от Африки до Индонезии, и на севере до Китая и Японии. В следующем году холера охватила соседние регионы Индии — Китай, Цейлон, а затем продвинулась дальше к Японии. В 1820 году заболевание было обнаружено в Восточной Африке. В 1821 году британцы занесли её в Аравию, затем в Персию, Турцию, Закавказье.
В Ширазе из 40 тысяч жителей погибло 16 тысяч. В пределах Российской империи болезнь впервые появилась среди служащих астраханского порта в сентябре 1823 года. Туда её занесли из Баку уже на взлете своей эпидемической силы. Суммарные данные о количестве погибших в эту пандемию неизвестны. По отдельным регионам считают, что Бангкоке было 30 000 смертей от этой болезни; в Семаранге 1 225 человек погибли только за одиннадцать дней в апреле 1821 года.
В 1824 году первая пандемия холеры закончилась. Некоторые ученые считают, что это произошло из-за очень холодной зимы 1823—1824 годов, вследствие чего холерные вибрионы погибли в водоемах пораженных стран за пределами Индии.